# The Fast and the Furious
The Fast and the Furious és una pel·lícula d'acció estatunidenca de 2001, dirigida per Rob Cohen i dedicada al món de l'automobilisme, concretament, al tuning. La pel·lícula és protagonitzada pels actors Paul Walker, Vin Diesel i Michelle Rodríguez, i va ser dirigida per Rob Cohen.
És una pel·lícula que mostra per primera vegada a l'espectador el món glamurós i perillós de les carreres urbanes, amb autos comercials completament modificats i mostrant a l'espectador la possibilitat de realitzar acrobàcies i competències amb automòbils normals, a diferència dels superesportius europeus. Així com donar a conèixer les trobades d'autos totalment modificats, amb il·luminació i colors cridaners, i dones guapes lleugeres de roba. Aquesta pel·lícula és el primer lliurament, i la trama transcórre a Los Angeles, encara que en pel·lícules posteriors la saga els protagonistes viatgen per diversos motius a altres llocs.

## Argument
Brian Earl Spilner (Paul Walker), un ex-convicte que va estar pres per robatori d'automòbils, gràcies a treballar al reformatori de Harry acaba involucrat en el món de les carreres urbanes de Los Angeles. Aquest món està governat pel famós Dominic "Dom" Toretto (Vin Diesel) qui condueix com si els carrers fossin seus.
Toretto és un addicte a la velocitat que es dedica a modificar automòbils i cada nit ofereix sucoses apostes a qui intenti guanyar-lo. En Brian accepta el repte apostant (i perdent) el seu vehicle, un Mitsubishi Eclipse modificat, contra el Mazda RX-7 d'en Toretto, qui resulta ser millor conductor. Aquesta mateixa nit en Brian ajuda a en Toretto - molt buscat per la policia, ja que se l'identifica com un dels líders de les carreres - a escapar-se, però en el camí de tornada a casa es topen amb en Johnny Tran - un altre dels corredors - que destrueix l'Eclipse que conduïa en Brian (però que ja era d'en Toretto) fent-lo explotar. Per tant, tots dos es veuen tirats al carrer i lluny de casa, i és llavors quan tornant en Dom comença a explicar la seva història a en Brian.
Des d'aquest moment, en Dom comença a confiar en Brian i el convida a treballar amb ell a pesar de l'opinió negativa de l'equip d'en Dom, que no hi confien; sobretot el millor amic d'en Dom, en Vince, qui està enamorat de la germana d'en Dom, na Mia. Però la realitat és que el cognom d'en Brian no és Spilner, el seu nom real és Brian O'Conner, i no és un ex-convicte sinó un policia encobert que busca esbrinar la veritat sobre uns robatoris realitzats a la carretera per conductors experts.
El principal sospitós és Toretto, de manera que la missió d'en Brian és guanyar-se la seva confiança i que confessi, ja que no tenen proves per arrestar-lo. Però en el procés en Brian acaba relacionant-se amb la Mia - a qui Brian no vol fer mal - i busca trobar altres culpables, recomanant a la policia que investiguin en Johnny Tran, encara que sigui plenament conscient que en Dom probablement n'és l'únic responsable.
En Brian acaba treballant per en Dom per pagar-li el cotxe que encara li deu després que en Tran destruís l'Eclipse, i diu que pensa pagar-li amb un Toyota Supra destrossat. En Dom ho acceptarà només si l'arregla, ja que el motor és molt potent i no està malmès. L'equip inverteix molta feina i aconsegueixen restaurar-lo a la perfecció. En Brian demana a en Dom que li expliqui d'on obté tants diners per fer les modificacions, i aquest li contesta que quan guanyi la "Guerra de Carreres" al desert - una trobada de corredors experts - li permetrà saber-ho tot. En aquesta cursa, en Jessie - un dels homes d'en Dom - perd el seu Volkswagen Jetta contra en Tran, però es nega a lliurar-li el cotxe i s'escapa. En Tran li retreu a en Toretto que l'hagi delatat, cosa que en realitat ha fet en Brian.
De nit en Dom surt de l'esdeveniment sense dir res, i quan en Brian troba na Mia plorant desconsolada li demana que li digui a on va en Dom, i na Mia li acaba confessant els plans d'en Dom: es dirigeix a robar un camió ple d'electrodomèstics. En Brian adverteix a na Mia que els camioners faran el que faci falta per defensar-se i van a trobar-se amb l'equip. El robatori es frustra perquè a l'equip hi falta en Jesse havia fugit, i a més el camioner va armat. En aquest moment s'assabenten tots del veritable nom d'en Brian, i que és policia.
De tornada a Los Angeles, en Tran busca en Jesse perquè li pagui el seu vehicle i el troba prop de casa d'en Dom, on Tran els dispara a assassinant en Jesse. En Brian i en Dom el persegueixen fins que en Brian aconsegueix ferir-lo i ambdós fugen del lloc.
La pel·lícula acaba amb una carrera pràcticament suïcida entre en Dom i en Brian, consistent en aconseguir travessar un pas a nivell del tren amb les barreres abaixades. Un cop travessat aquest per davant del tren, en Dom no aconsegueix controlar el seu Dodge Charger RT de 1969 i el destrossa. En Brian deixa que en Dom s'escapi ofernit-li com a pagament del cotxe que encara li deu el seu Toyota Supra.

## Personatges
- Brian O'Conner: Paul Walker
- Dominic Toretto: Vin Diesel
- Letty: Michelle Rodriguez
- Mia Toretto: Jordana Brewster
- Johnny Tran: Rick Yune
- Jesse: Chad Lindberg
- Leon: Johnny Strong
- Vincent: Matt Schulze
- Tanner: Ted Levine
- Edwin: Ja Rule
- Harry: Vyto Reginis
- L'Agent Bilkins: Thom Barry
- Muse: Stanton Rutledge
- Hector: Noel Guglielmi
- Danny Yamato: RJ De Vera
- Ted Gassner: Beau Holden
- Lance Nguyen: Reggie Lee
- Rasta Racer: David Douglas
- Samoan Guard: Peter Navy Tuiasosopo
- Pare d'en Johnny: Glenn K. Ota
- Night Truck: Mike White
- Edge Clerk: Delphine Pacific
- Monica: Monica Tamayo
- Gimel: Megan Baker
- Nadó d'Edwin: Tammy Monica Gegamian

Cohen (el director de la pel·lícula) surt en l'escena de la primera carrera com repartidor de pizza.

## Banda sonora
La banda sonora de la pel·lícula The Fast and the Furious és:
1. "Good Life (Remix)" (Faith Evans es presenta amb Ja Rule, Vita & Caddillac Tah)
2. "POV City Anthem" (Caddillac Tah)
3. "When a Man Does Wrong" (Ashanti)
4. "Race Against Time Pt. 2" (Tank amb Ja Rule)
5. "Furious" (Ja Rule featuring Vita & 01)
6. "Take My Time Tonight" (R. Kelly)
7. "Suicide" (Scarface featuring I.G.)
8. "The Prayer" (Black Child)
9. "Tudunn Tudunn Tudunn (Make U Jump)" (Funkmaster Flex featuring Noreaga)
10. "Pocas palabras" (Molotov)
11. "Atrevido" (Orishas)
12. "Hustlin'" (Fat Joe featuring & Armageddon)
13. "Freestyle" (Boo & Gotti)
14. "Rollin' (Urban Assault Vehicle)" (Limp Bizkit featuring DMX, Method Man & Redman)
15. "Points of Authority" (Linkin Park)
16. "Life Ain't a Game" (Ja Rule)
17. "Cali Diseaz" (Shade Sheist featuring Nate Dogg)
18. "Didn't I" (Petey Pablo)
19. "Put It on Me (Remix)" (Ja Rule featuring Vita & Lil' Mo)
20. "Justify My Love" (Vita featuring Ashanti)
21. "Mustang Nismo" Remake de la cançó Voodoo Chile.(Slight Return)

## Cotxes utilitzats
Una de les parts més atractives de la pel·lícula va ser mostrar els cotxes completament modificats. Cada protagonista tenia un cotxe propi modificat personalment, encara que en cada pel·lícula de la saga els cotxes que usen són diferents.

- Mitsubishi Eclipse 2G (1995) del Brian O'Conner
- Mazda RX7 (1993) del Dom Toretto
- Nissan Skyline GT-R (1995) del Leon
- Honda S2000 (2000) del Johnny Tran
- Volkswagen Jetta A3 (1995) del Jesse
- Dodge Charger RT (1969) del Dom
- Toyota Supra MK IV (1995) del Brian
- Honda Civic Coupé EJ1 (1993) de la Letty
- Nissan Maxima (1999) del Vincent